# ミーディアム作戦
ミーディアム作戦 (ミーディアムさくせん、Operation Medium) は、第二次世界大戦中の1940年10月に行われた、イギリス戦艦「リヴェンジ」と駆逐艦による、シェルブールに対する艦砲射撃。
1940年10月10日20時、戦艦「リヴェンジ」と駆逐艦「ジャヴェリン」、「ジャッカル」、「ジャガー」、「ジュピター」、「カシミール」、「ケルヴィン」、「キプリング」がプリマスから出撃。10月11日0時35分、6隻の機動砲艇が合流。3時32分、「シェルブール」に対し砲撃開始。3時50分、砲撃終了。砲撃終了後ドイツ側の反撃が行われたが、イギリス側に損害は無かった。8時、「リヴェンジ」と駆逐艦はスピットヘッドに帰投した。
この作戦で「リヴェンジ」は15インチ砲弾120発を、駆逐艦は4.7インチ砲弾801発を発射した。